# 哈西代拉
33°25′03″N 3°33′01″E / 33.41742°N 3.55021°E

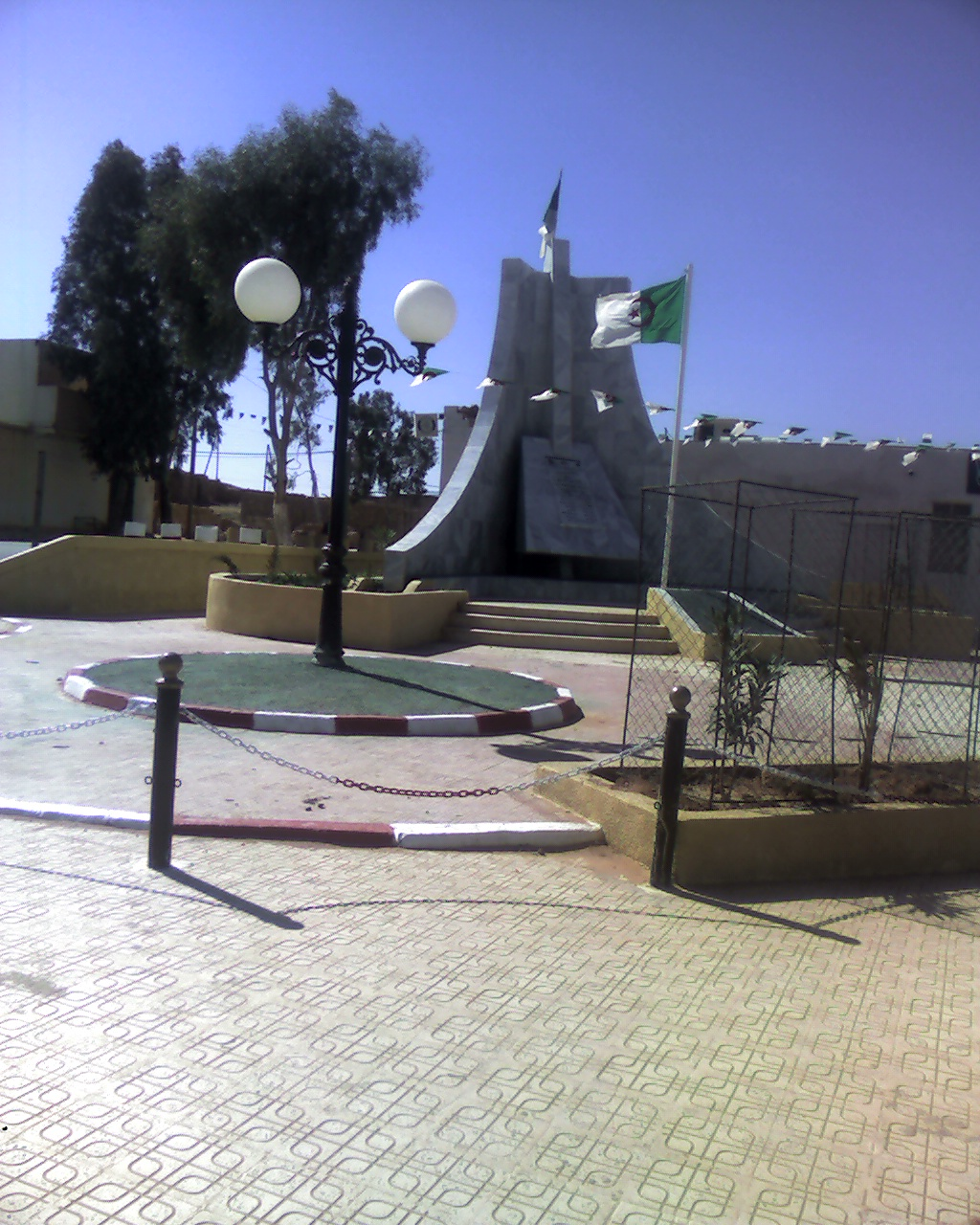
哈西代拉

哈西代拉（阿拉伯语：‎），是阿爾及利亞的城鎮，位於該國中部艾格瓦特省，由哈西魯邁勒區負責管轄，面積3,955平方公里，2008年人口11,204，人口密度每平方公里3人。